# ヤーナ・スンドベルグ
ヤーナ・スンドベルグ（Jaana Sundberg、1983年4月2日 - ）はフィンランドのカンタ＝ハメ県リーヒマキ出身の柔道選手。階級は52kg級。身長164cm。

## 人物
柔道は11歳の時に始めた。
ジュニアの頃から国際大会で一定の活躍を果たすものの、2004年のアテネオリンピックと2008年の北京オリンピックには出場できなかった。その後、2010年にはグランプリ・ロッテルダムで優勝するなど実績を積み重ねると、2012年のロンドンオリンピックには大陸枠で出場権を得ることになった。しかし、オリンピックでは初戦でアルバニアからの出場となったコソボ出身のマイリンダ・ケルメンディに合技で敗れた。2013年に入ると30歳になりながらも、グランドスラム・バクー及びグランドスラム・モスクワとグランドスラム大会で立て続けに優勝する好調さを見せた。世界選手権では準々決勝で地元ブラジルのエリカ・ミランダに一本負けすると、3位決定戦でも橋本優貴に指導2で敗れたものの、5位入賞を果たした。

## 主な戦績
- 1999年 - ヨーロッパユースオリンピックフェスティバル 3位
- 1999年 - フィンランド国際柔道大会 優勝
- 2000年 - ベルギー国際 ジュニアの部 優勝
- 2000年 - フィンランド国際柔道大会 3位
- 2003年 - フィンランド国際柔道大会 優勝
- 2003年 - ミリタリーワールドゲームズ 3位
- 2004年 - アテネオリンピック テスト大会 優勝
- 2004年 - フィンランド国際柔道大会 3位
- 2005年 - ロシア国際 3位
- 2006年 - ヨーロッパ選手権 5位
- 2007年 - エストニア国際 3位
- 2007年 - オランダ国際 3位
- 2008年 - ポーランド国際 2位
- 2009年 - ヨーロッパ選手権 5位
- 2010年 - ワールドカップ・バーミンガム 2位
- 2010年 - グランプリ・ロッテルダム 優勝
- 2010年 - グランドスラム・東京 5位
- 2011年 - ヨーロッパ選手権 5位
- 2011年 - グランプリ・バクー 5位
- 2011年 - ミリタリーワールドゲームズ 3位
- 2011年 - グランプリ・アブダビ 3位
- 2012年 - ワールドカップ・ソフィア 3位
- 2012年 - ワールドカップ・ブダペスト 2位
- 2013年 - グランドスラム・バクー 優勝
- 2013年 - ワールドマスターズ 5位
- 2013年 - 世界軍人選手権大会 3位
- 2013年 - グランドスラム・モスクワ 優勝
- 2013年 - 世界選手権 5位
- 2014年 - グランドスラム・パリ 2位
- 2015年 - グランプリ・トビリシ 優勝
- 2016年 -　グランプリ・アルマトイ　5位

(出典、JudoInside.com)。